# Gerald Strickland

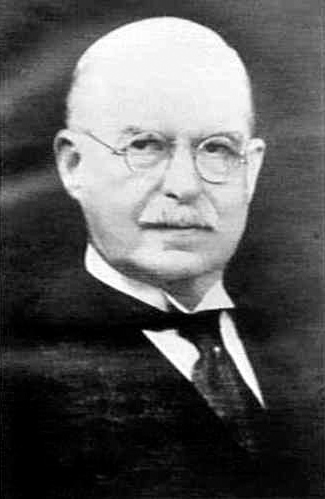
Gerald Strickland

Gerald Strickland, graaf van Della Catena, baron van Strickland Sizergh (Valletta, 24 mei 1861 - Malta, 22 augustus 1940) was een Maltees en Brits politicus.
Gerald Strickland was de zoon van Walter Strickland, een Brits marine-officier en de Maltese gravin Louisa Bonnici Mompalao, een nicht van de graaf van Della Catena.
Gerald Strickland studeerde op Malta, in Groot-Brittannië en in Italië. In 1887 werd hij in de Regeringsraad van de Britse kolonie Malta en van 1888 tot 1902 was hij eerste secretaris van de Regeringsraad. Van 1902 tot 1904 was hij gouverneur van de Britse Benedenwindse Eilanden. Daarna was hij gouverneur van Tasmanië (1904-1909), West-Australië (1909-1913) en New South Wales (1913-1917). In 1917 keerde Strickland naar Malta terug en vormde hij de Anglo-Maltese Partij. Deze partij fuseerde met de Constitutionele Partij van Malta waaruit de Constitutionele Partij voortkwam. Vanuit het Maltese parlement voerde graaf Strickland tussen 1921 en 1927 de oppositie aan tegen de regeringen van de Partit Nazzjonalista (Nationalistische Partij).
In 1927, na de verkiezingsoverwinning van de CP, werd Strickland minister-president. Hij beperkte de macht van de Senaat en lag overhoop met de rooms-katholieke Kerk (ofschoon Strickland praktiserend rooms-katholiek was). In 1930 leidde dit conflict tot de opschorting van de Maltese grondwet. In 1932 kwam de Sir Ugo Mifsud van de PN (Nationalistische Partij) aan de macht. Van 1932 tot 1933 leidde Strickland de oppositie van de CP in het parlement.
Sir Gerald Strickland overleed op 22 augustus 1940 in zijn landhuis Casal Attard. Hij werd begraven in de familiekapel in de rooms-katholieke kathedraal van Mdina.
- Australian Dictionary of Biography: strickland-sir-gerald-8700
- Bibliothèque nationale de France: cb119697695 (data)
- Gemeinsame Normdatei: 1246885697
- International Standard Name Identifier: 0000 0000 2575 2541
- Library of Congress Control Number: n84115250
- Nationale Bibliotheek van Tsjechië: jo20231173322
- Nederlandse Thesaurus van Auteursnamen: 113919204
- SNAC: w6h99559
- Système universitaire de documentation: 179824317
- Trove: 1478905
- Virtual International Authority File: 77717613
- WorldCat: E39PBJt8mJvxcwktVHqgyjc9Dq